# Степовое (Софиевский район)
Степовое (укр. Степове) — село,
Новоюльевский сельский совет,
Софиевский район,
Днепропетровская область,
Украина.
Код КОАТУУ — 1225285504. Население по переписи 2001 года составляло 110 человек .

## Географическое положение
Село Степовое находится на расстоянии в 0,5 км от села Трудолюбовка.
По селу протекает пересыхающий ручей с запрудой.